# Ungeld
Das Ungeld (auch Umgeld, Ohmgeld) war eine seit dem 13. Jahrhundert erhobene Verbrauchssteuer. Etymologisch kommt der Begriff von mhd. ungelt aus gelt „Zahlung, Abgabe“ und un-, das auch verstärkend gebraucht wurde (vgl. „Unmenge“).

## Charakter und Verbreitung
Das Ungeld war eine Art Umsatzsteuer, die seit dem 13. Jahrhundert von den Reichsstädten auf Güter des täglichen Bedarfs erhoben wurde, insbesondere auf Getreide, Wein, Bier, Fleisch und Salz. Die Steuer wurde auf den Märkten und an den Stadttoren eingezogen.
Seit dem 16. Jahrhundert wurde das Ungeld von den Landesherren übernommen, zunächst nur als Abgabe auf den Getränkeausschank. Höhe und Art der Besteuerung waren verschieden, und selbst im gleichen Herrschaftsgebiet wurde die Steuer nicht überall erhoben. 1549 legte die Kurpfalz in einer Ordnung fest, dass künftig alle Wirte und Weinschänken von jeder Maß (1575 in Heilbronn etwa 1,4 Liter) Wein oder Bier einen Pfennig Ungeld schuldig sind. Nirgendwo in der Pfalz durfte das Getränk ohne Wissen der Ungelter, der Einzugsbeamten, eingelagert werden. Diese kontrollierten die Fässer und rechneten mit den Wirten monatlich ab. Das Geld kam in einen mit unterschiedlichen Schlössern versehenen Kasten, den nur die Ungelter und die Finanzbeamten der Herrschaft gemeinsam öffnen konnten. Ursprünglich Getränkesteuer, wurde das Ungeld auch auf andere Waren ausgedehnt. Zwischen den Rechten des Landesherrn und denen des Ortsherrn gab es noch keine genau definierten Grenzen, deshalb beanspruchte gelegentlich auch der Ortsherr einen Anteil am Ungeld.
Das Ungeld, die als Akzise zuerst in Spanien und Venedig und seit dem 13. Jahrhundert am Niederrhein nachweisbare Verbrauchssteuer, ist die älteste europäische indirekte Steuer.